# Ministre des Femmes et des Égalités
Le ministre des Femmes et des Égalités (en anglais : Minister for Women and Equalities) est, dans le gouvernement du Royaume-Uni, le ministre chargé de l'égalité sociale et de la parité, à la tête du Bureau des Égalités gouvernementales (Government Equalities Office).

## Historique
Le poste de ministre des Femmes (Minister of Women) a été créé par Tony Blair lorsqu'il est devenu Premier ministre, comme un moyen de hiérarchiser les problèmes des femmes au sein du gouvernement. Avant cela, il y avait eu une unité pour l'égalité au Bureau du Cabinet et un comité du Cabinet, dont les prérogatives ont été transférées au nouveau ministre.
Quand Gordon Brown remplace Blair, il crée le poste de ministre des Femmes et de l'Égalité (Minister for Women and Equality), qui s'engageait à traiter un large éventail de questions d'égalité.
Lorsque David Cameron devient Premier ministre, il donne au poste le nom de ministre des Femmes et des Égalités (Minister for Women and Equalities), sans en changer les responsabilités.

## Liste des ministres

### Ministre des Femmes (1997-2007)
| Ministre | Ministre                                                                                     | Ministre | Ministre junior | Ministre junior                                                                | Mandat          | Mandat          | Parti politique | Premier ministre | Premier ministre |
| -------- | -------------------------------------------------------------------------------------------- | -------- | --------------- | ------------------------------------------------------------------------------ | --------------- | --------------- | --------------- | ---------------- | ---------------- |
|          | Harriet Harman (Secrétaire d'État pour la Sécurité sociale)                                  |          |                 | Joan Ruddock                                                                   | 3 mai 1997      | 27 juillet 1998 | Travailliste    |                  | Tony Blair       |
|          | Margaret Jay (also Leader de la Chambre des lords)                                           |          |                 | Tessa Jowell                                                                   | 27 juillet 1998 | 8 juin 2001     | Travailliste    |                  | Tony Blair       |
|          | Patricia Hewitt (Secrétaire d'État aux Affaires, à l'Énergie et à la Stratégie industrielle) |          |                 | Baronne Morgan de Huyton (2001) Barbara Roche (2001–03) Jacqui Smith (2003–05) | 8 juin 2001     | 5 mai 2005      | Travailliste    |                  | Tony Blair       |
|          | Tessa Jowell (also Ministre aux Jeux olympiques)                                             |          |                 | Meg Munn                                                                       | 5 mai 2005      | 5 mai 2006      | Travailliste    |                  | Tony Blair       |
|          | Ruth Kelly (Secrétaire d'État aux Communautés et au Gouvernement local)                      |          | 5 mai 2006      | Meg Munn                                                                       | 27 juin 2007    |                 | Travailliste    |                  | Tony Blair       |

### Ministre des Femmes et de l'Égalité (2007-2010)
| Ministre | Ministre                                           | Ministre | Ministre junior | Ministre junior                                                                                             | Mandat       | Mandat      | Parti politique | Premier ministre | Premier ministre |
| -------- | -------------------------------------------------- | -------- | --------------- | --- | ------------ | ----------- | --------------- | ---------------- | ---------------- |
|          | Harriet Harman (Leader de la Chambre des communes) |          |                 | Ministre d'État : Barbara Follett (2007–08) Maria Eagle (2008–10) Secrétaire parlementaire : Michael Foster | 28 juin 2007 | 11 mai 2010 | Travailliste    |                  | Gordon Brown     |

### Ministre des Femmes et des Égalités (2010-2014)
| Ministre | Ministre                                                              | Ministre | Ministre junior | Ministre junior                  | Mandat           | Mandat           | Parti politique | Premier ministre | Premier ministre          |
| -------- | --------------------------------------------------------------------- | -------- | --------------- | -------------------------------- | ---------------- | ---------------- | --------------- | ---------------- | ------------------------- |
|          | Theresa May (Secrétaire d'État à l'Intérieur)                         |          |                 | Lynne Featherstone (LD)          | 12 mai 2010      | 4 septembre 2012 | Coalition PC–LD |                  | David Cameron (Coalition) |
|          | Maria Miller (Secrétaire d'État à la Culture, aux Médias et au Sport) |          |                 | Jo Swinson (LD) Helen Grant (PC) | 4 septembre 2012 | 9 avril 2014     | Coalition PC–LD |                  | David Cameron (Coalition) |

### Ministre des Femmes et Ministre des Égalités (2014)
| Ministre | Ministre                                                           | Ministre | Ministre junior | Ministre junior                  | Mandat       | Mandat          | Parti politique | Premier ministre | Premier ministre          |
| -------- | ------------------------------------------------------------------ | -------- | --------------- | -------------------------------- | ------------ | --------------- | --------------- | ---------------- | ------------------------- |
|          | Ministre des Femmes Nicky Morgan (Secrétaire financier au Trésor)  |          |                 | Jo Swinson (LD) Helen Grant (PC) | 9 avril 2014 | 15 juillet 2014 | Coalition PC–LD |                  | David Cameron (Coalition) |
|          | Ministre des Égalités Sajid Javid (Secrétaire d'État à la Culture) |          |                 | Jo Swinson (LD) Helen Grant (PC) | 9 avril 2014 | 15 juillet 2014 | Coalition PC–LD |                  | David Cameron (Coalition) |

### Ministre des Femmes et des Égalités (2014-2022)
| Ministre | Ministre                                       | Ministre                                                                                   | Ministre junior   | Ministre junior                  | Mandat          | Mandat                  | Parti politique | Premier ministre | Premier ministre          |
| --- | ---------------------------------------------- | ------------------------------------------------------------------------------------------ | ----------------- | -------------------------------- | --------------- | ----------------------- | --------------- | ---------------- | ------------------------- |
| | Nicky Morgan (Secrétaire d'État à l'Éducation) |                                                                                            |                   | Jo Swinson (LD) Helen Grant (PC) | 15 juillet 2014 | 8 mai 2015              | Coalition PC–LD |                  | David Cameron (Coalition) |
| | Nicky Morgan (Secrétaire d'État à l'Éducation) | Caroline Dinenage                                                                          | 8 mai 2015        | 14 juillet 2016                  | Conservateur    | David Cameron (II)      |                 |                  |                           |
| Justine Greening (Secrétaire d'État à l'Éducation)                                                                                                |                                                | Caroline Dinenage                                                                          | 14 juillet 2016   | 14 juin 2017                     | Conservateur    | Theresa May (I)         |                 |                  |                           |
| Justine Greening (Secrétaire d'État à l'Éducation)                                                                                                |                                                | Nick Gibb (Ministre des Égalités) Anne Milton (Ministre des Femmes)                        | 14 juin 2017      | 8 janvier 2018                   | Conservateur    | Theresa May (II)        |                 |                  |                           |
| Amber Rudd (Secrétaire d'État à l'Intérieur) |                                                | Baronne Williams de Trafford (Ministre des Égalités) Victoria Atkins (Ministre des Femmes) | 9 janvier 2018    | 30 avril 2018                    | Conservateur    | Theresa May (II)        |                 |                  |                           |
| Penny Mordaunt (Secrétaire d'État au Développement international)                                                                                 |                                                | Baronne Williams de Trafford (Ministre des Égalités) Victoria Atkins (Ministre des Femmes) | 30 avril 2018     | 24 juillet 2019                  | Conservateur    | Theresa May (II)        |                 |                  |                           |
| Amber Rudd (Secrétaire d'État au Travail et aux Retraites)                                                                                        |                                                | Baronne Williams de Trafford (Ministre des Égalités) Victoria Atkins (Ministre des Femmes) | 24 juillet 2019   | 7 septembre 2019                 | Conservateur    | Boris Johnson (I)       |                 |                  |                           |
| Elizabeth Truss (Secrétaire d'État au Commerce international puis Secrétaire d'État aux Affaires étrangères, du Commonwealth et du Développement) |                                                | Baronne Williams de Trafford (Ministre des Égalités) Victoria Atkins (Ministre des Femmes) | 10 septembre 2019 | 6 septembre 2022                 | Conservateur    | Boris Johnson (I et II) |                 |                  |                           |

### Ministre des Égalités (sept.-oct. 2022)
| Ministre | Ministre                                         | Ministre | Ministre junior | Mandat           | Mandat          | Parti politique | Premier ministre | Premier ministre |
| -------- | ------------------------------------------------ | -------- | --- | ---------------- | --------------- | --------------- | ---------------- | ---------------- |
|          | Nadhim Zahawi (Chancelier du duché de Lancastre) |          | Katherine Fletcher (Sous-secrétaire parlementaire aux Femmes) Baronne Stedman-Scott (Sous-secrétaire parlementaire aux Égalités) | 6 septembre 2022 | 25 octobre 2022 | Conservateur    |                  | Liz Truss (I)    |

### Ministre des Femmes et des Égalités (depuis oct. 2022)
| Ministre | Ministre | Ministre | Ministre junior | Mandat          | Mandat         | Parti politique | Premier ministre | Premier ministre |
| -------- | --- | -------- | --------------- | --------------- | -------------- | --------------- | ---------------- | ---------------- |
|          | Kemi Badenoch (Secrétaire d'État au Commerce international puis Secrétaire d'État aux Affaires et au Commerce) |          |                 | 25 octobre 2022 | 5 juillet 2024 | Conservateur    |                  | Rishi Sunak (I)  |
|          | Bridget Phillipson (Secrétaire d'État à l'Éducation)                                                           |          |                 | 8 juillet 2024  | En fonction    | Travailliste    |                  | Keir Starmer (I) |

- Depuis